# 茹安維爾群島

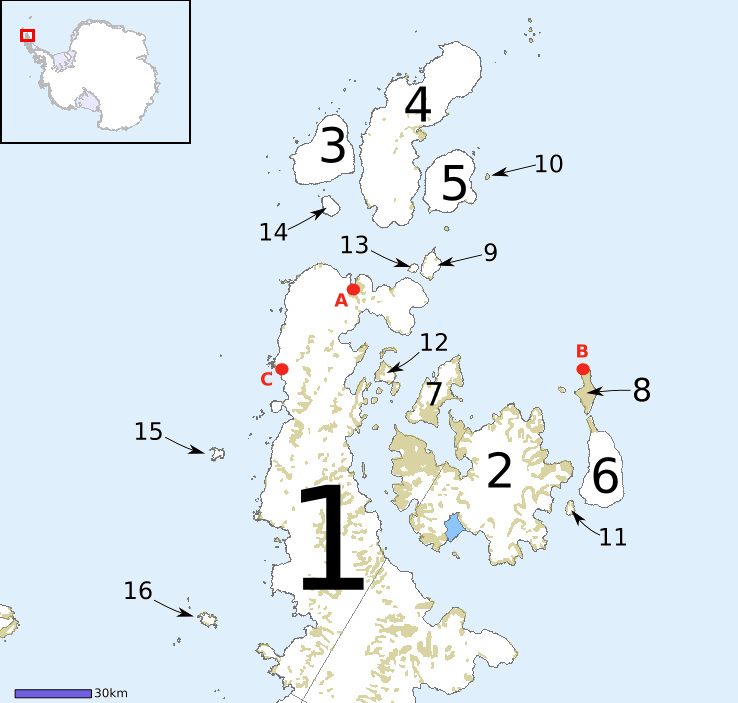
茹安維爾群島包含: 迪維爾島 (3) – 茹安維爾島 (4) – 鄧迪島 (5) 以及周邊島嶼

茹安維爾群島（英語：Joinville Island group）是南極洲的群島，位於南極半島東北端的南冰洋海域，島上無人居住，英國、阿根廷和智利在南極條約體系下擱置對該群島的領土主權要求。

## 島嶼
- 茹安維爾島
- 迪維爾島
- 鄧迪島
- 巴布亞島
- 布蘭斯菲爾島
- 保萊特島
- 威迪奧彭群島
- 帕特拉島
- 埃特納島
- 布拉什島
- 羅薩梅爾島
- 危險群島
- 皮熱岩
- 伊登岩

63°15′S 55°45′W / 63.250°S 55.750°W